# Sergentomyia squamirostris
Sergentomyia squamirostris är en tvåvingeart som först beskrevs av Robert Newstead 1923.  Sergentomyia squamirostris ingår i släktet Sergentomyia och familjen fjärilsmyggor. Inga underarter finns listade i Catalogue of Life.